# Чому плакали сосни?
«Чому плакали сосни?» («Ko verkė pušys?») — радянський телефільм 1977 року, знятий режисером Балісом Браткаускасом на Литовській студії телебачення.

## Сюжет
За мотивами книги М. Шумаускаса «Зміст життя». Про партизанську групу в Литві під час війни.

## У ролях
- Стасіс Петронайтіс — полковник Костас, командир партизанського загону
- Альгірдас Венскунас — перший секретар Компартії Литви
- Вікторас Шинкарюкас — Клявас, партизан
- Альгірдас Паулавічюс — Гірініс, партизан
- Вітаутас Григоліс — Смілга, партизан
- Ірена Васюліте — Рута, партизанка-підпільниця
- Даля Перевіряйте — Пушайте, партизанка
- Альгірдас Пінтукас — Юшкіс, комісар партизанського загону
- Юозас Ярушявічюс — Раполас, партизан
- Антанас Барчас — Йонас Великий, партизан
- Фердинандас Якшіс — Йонас Маленький, партизан
- Альгімантас Вощікас — дядько Ануполіс, місцевий житель
- Баліс Браткаускас — начальник поліції
- Аудріс Мелічовас Хадаравічюс — німецький комендант
- Генрікас Кураускас — підпільник
- Я. Матузявічюте — сестра Смілгі
- Йонас Каваляускас — підпільник, господар явочної квартири
- Регіна Варнайте — дружина Раполаса
- Альгімантас Бружас — Пуйденіс
- Ірена Леонавічюте-Браткаускене — Ядвіга Пуйдене
- Чесловас Юдейкіс — Юргіс, партизан
- Гедимінас Пранцкунас — партизан
- Отонас Ланяускас — Андрій, партизан
- Альгірдас Кубілюс — партизан
- Антанас Сейкаліс — партизан
- Вітаутас Пятрушкявічюс — заступник командира партизанського загону, начальник розвідки
- Альгімантас Садукас — співробітник поліції
- Александрас Рібайтіс — партизан
- Ромуальдас Раманаускас — партизан
- Альбертас Змайла — командир партизанського загону
- Вілюс П'ятраускас — сільський житель
- Валеріюс Лінкявічюс — епізод
- Вальдас Валанчаускас — епізод
- Вітаутас Румшас — епізод
- Володимир Праневич — помічник першого секретаря компартії Литви
- Пятрас Мендейка — епізод
- Альгіс Паплаускас — епізод
- Д. Лігейка — епізод
- Віргініюс Борткявічюс — партизан
- Ізольда Кейдошюте — секретар коменданта
- Марія Растейкайте — жінка в комендатурі
- Стасіс Радзявічюс — начальник місцевої поліції
- Ервінас Пятярайтіс — гестапівець

## Знімальна група
- Режисер — Баліс Браткаускас
- Сценаристи — Баліс Браткаускас, Анатоліюс Березовас
- Оператор — Альгімантас Юкнявічюс
- Композитор — Альгімантас Апанавічюс
- Художник — Юргіс Маркаускас